# Synagoga Majera Palucha w Łodzi (ul. Piotrkowska 92)
Synagoga Majera Palucha w Łodzi – prywatny dom modlitwy znajdujący się w Łodzi przy ulicy Piotrkowskiej 92.
Synagoga została założona w 1908 roku z inicjatywy Majera Palucha. Została ona przeniesiona z lokalu przy ulicy Krótkiej 12. Mogła ona pomieścić 55 osób. Podczas II wojny światowej hitlerowcy zdewastowali synagogę.